# Bedrock
Bedrock é a cidade ficcional da pré-história onde moram os personagens dos Flintstones, desenho animado da Hanna-Barbera, produtora dos Estados Unidos da América.
Com 2500 habitantes, a população de Bedrock tende a ser bastante amigável, e tem o costume de participar de projetos de caridade e paradas.
Para uma cidade do seu tamanho, Bedrock tem uma quantidade apreciável de média.

## Vida real
Várias atrações turísticas de pequeno porte e / ou parques de campismo foram construídos em honra de Bedrock. O mais famoso e mais antigo é Bedrock City em Custer, Dakota do Sul que foi aberto em 1966 e ainda existe. Há também uma Bedrock em Valle (Arizona) que foi inaugurada em 1972. 
Em 1977, Jackson (Mississippi) era um local possível para uma Flintstone Fun Park, mas ele nunca foi construído.